# Flüsterton
Flüsterton ist ein Lied des deutschen Popsängers Mark Forster. Das Stück ist Teil von Forsters drittem Studioalbum Tape.

## Entstehung und Veröffentlichung
Geschrieben wurde das Lied gemeinsam von Mark Cwiertnia (Mark Forster), Ralf Christian Mayer, Daniel Nitt und Philipp Steinke. Produziert wurde das Stück durch Cwiertnia, Mayer und Nitt. Arrangiert wurde Flüsterton unter der Leitung von Philipp Steinke; die Streichinstrumente wurden gesondert durch Rosie Danvers arrangiert. Das Mastering erfolgte durch Robin Schmidt von 24-96 Mastering. Die Aufnahmen und das Engineering erfolgten unter der Leitung von Mayer und Nitt im Califor Audibles und Gismo7 in Motril (Spanien). Darüber hinaus mischte Mayer die Single ab. Die Single wurde unter dem Musiklabel Four Music veröffentlicht und durch BMG Rights Management und Larrabeat Publishing vertrieben.
Die Erstveröffentlichung von Flüsterton erfolgte als Teil von Forsters drittem Studioalbum Tape am 3. Juni 2016. Das Lied wurde nie als offizielle Single veröffentlicht, erlangte aber durch eine Coverversion von Michael Patrick Kelly im Rahmen der Auftaktsendung zur vierten Staffel von Sing meinen Song – Das Tauschkonzert bei VOX an Bekanntheit.

## Inhalt
| „Wenn alles leuchtet in tausend Farben. Wenn’s so laut ist, das alles pfeift. Dann leuchte ich auch – Mittendrin. Wenn jeder tanzt, weil er anders nicht kann. Wenn’s kaum geht, weil der Platz nicht reicht. Dann tanz’ ich auch – Geb’ mich hin. Doch das, was zählt, das sagt man direkt ins Ohr; und was mir fehlt ist – der Flüsterton.“ – Refrain, Originalauszug | Der Liedtext zu Flüsterton ist in deutscher Sprache verfasst. Die Musik wurde von Mark Cwiertnia (Mark Forster), Ralf Christian Mayer, Daniel Nitt und Philipp Steinke, der Text von Cwiertnia und Steinke verfasst. Musikalisch bewegt sich das Lied im Bereich der Popmusik. Aufgebaut ist das Lied auf zwei Strophen sowie einem Refrain zwischen den Strophen und ein sich wiederholender Refrain nach der zweiten Strophe. Eingespielt wurde das Lied durch externe Studiomusiker. Die einzigen Musiker, die zugleich ein Instrument einspielten und an der Produktion beteiligt waren, sind Nitt am Klavier und Danvers am Cello. Neben dem Cello und dem Klavier sind weitere Instrumente wie die Bratsche, das Schlagzeug (Doublebass), die Violine sowie weitere Streichinstrumente zu hören. In einem Interview mit Alec Völkel von The BossHoss beschrieb Forster das Lied als eine Art „Seelenstriptease“. Flüsterton sei ein Lied über ihn selbst. Es handelt davon, dass es ihm leichter falle auf der Bühne „die Hosen herunterlassen“ als in einem Einzelgespräch in einer ruhigen Ecke zu sitzen und mit jemandem ein tiefes Gespräch zu führen. Dies falle ihm schwerer als es mit der ganzen Welt zu teilen. |

## Mitwirkende
| Personen - Gillon Cameron: Violine - Anna Croad: Violine - Mark Cwiertnia (Mark Forster): Gesang, Komponist, Liedtexter, Musikproduzent - Rosie Danvers: Arrangement (Streichinstrumente), Cello - Helen Hathorn: Violine - Bryony James: Cello - Patrick Kiernan: Violine - Eleanor Mathieson: Violine - Ralf Christian Mayer: Abmischung, Komponist, Musikproduzent, Toningenieur, Tonmeister - Bryony Mycroft: Bratsche - Daniel Nitt: Klavier, Komponist, Musikproduzent, Toningenieur, Tonmeister - Emma Owens: Bratsche - Kerenza Peacock: Violine - Richard Pryce: Schlagzeug (Doublebass) - Jenny Sacha: Violine - Robin Schmidt: Mastering - Philipp Steinke: Arrangement, Komponist, Liedtexter - Debbie Widdup: Violine - Wired Strings: Streichinstrumente | Unternehmen - 24-96 Mastering: Tonstudio - BMG Rights Management: Vertrieb - Califor Audibles: Tonstudio - Four Music: Musiklabel - Gismo7: Tonstudio - Larrabeat Publishing: Vertrieb |

## Rezeption

### Rezensionen
Stephan Müller von Plattentests.de bewertete das Album Tape mit lediglich 4/10 Punkten, hob aber Flüsterton als eines von drei Highlights des Albums hervor.

### Chartplatzierungen
Bei Flüsterton handelt es sich um keine offizielle Singleveröffentlichung, das Lied erreichte lediglich aufgrund hoher Downloads die Charts. Nach dem Auftritt von Michael Patrick Kelly bei Sing meinen Song – Das Tauschkonzert erreichte das Lied die Schweizer Hitparade. In einer Chartwoche erreichte Flüsterton Position 93 der Charts. Das Stück konnte sich vier Tage lang in den Tagesauswertungen der deutschen iTunes-Charts platzieren, für eine Platzierung in den offiziellen deutschen Singlecharts genügte das nicht.
Für Forster als Autor und Interpret ist dies, inklusive des Charterfolgs mit seinem Musikprojekt Eff, bereits der siebte Charterfolg in der Schweiz. Als Musikproduzent ist dies sein sechster Charterfolg in der Schweiz. Mayer erreichte in seiner Tätigkeit als Autor und Musikproduzent bereits zum sechsten Mal die Schweizer Hitparade. Für Nitt stellt es den fünften Charterfolg in der Schweiz als Autor und Produzent dar. Für Steinke als Autor ist es der vierte Charterfolg in der Schweiz.

## Coverversionen
- 2017: Michael Patrick Kelly, er coverte das Stück im Rahmen der Auftaktsendung zur vierten Staffel von Sing meinen Song – Das Tauschkonzert. Kelly sang hierbei zum ersten Mal ein deutschsprachiges Lied, seitdem er als Solo-Künstler abseits der Kelly Family unterwegs ist. Forster selbst sagte nach dem Auftritt Folgendes zu Kellys Neuinterpretation: „Es war ein bisschen so, als würde mir jemand mein Tagebuch vorlesen. Ich habe das sehr gefühlt. Das war ein guter Moment.“[7] Das Lied ist auf dem Sampler zur TV-Show zu finden. Kelly konnte sich mit dem Lied zwei Tage in den iTunes-Tagesauswertungen platzierten, für einen Einstieg in die offiziellen deutschen Charts genügte das nicht.[8]